# Uroteuthis bartschi
Uroteuthis bartschi är en bläckfiskart som beskrevs av Alfred Rehder 1945. Uroteuthis bartschi ingår i släktet Uroteuthis och familjen kalmarer. Inga underarter finns listade i Catalogue of Life.